# 2006 KZ39
2006 KZ39 es un asteroide que forma parte de los asteroides Atira, descubierto el 25 de mayo de 2006 por el equipo del Mount Lemmon Survey desde el Observatorio del Monte Lemmon, Arizona, Estados Unidos.

## Designación y nombre
Designado provisionalmente como 2013 JX28.

## Características orbitales
2006 KZ39 está situado a una distancia media del Sol de 0,6008 ua, pudiendo alejarse hasta 0,9398 ua y acercarse hasta 0,2618 ua. Su excentricidad es 0,564 y la inclinación orbital 10,76 grados. Emplea 170,112 días en completar una órbita alrededor del Sol.

## Características físicas
La magnitud absoluta de 2006 KZ39 es 20,1.